# Rudzienice-Karłowo
Rudzienice-Karłowo – część wsi Rudzienice w Polsce, położona w województwie warmińsko-mazurskim, w powiecie iławskim, w gminie Iława.
W latach 1975–1998 Rudzienice-Karłowo należało administracyjnie do województwa olsztyńskiego.